# Paola Fantato
Paola Fantato, née le 13 septembre 1959 à Zevio (Vénétie), est une archère italienne. Elle est l'une des rares athlètes handisport à s'être qualifiée pour les Jeux olympiques.

## Biographie
Atteinte de poliomyélite, elle se déplace en fauteuil roulant depuis l'âge de 8 ans. Adulte, elle commence à pratiquer le tir à l'arc en compétition. Ses premiers Jeux paralympiques sont ceux de Séoul en 1988. À l'épreuve de tir à l'arc en équipe, les Italiennes terminent à la quatrième place, mais en individuelle Paola Fantato décroche de justesse la médaille de bronze - terminant à égalité de points avec la Néo-Zélandaise Neroli Fairhall, la première archère paralympique qualifiée pour les Jeux olympiques (en 1984), qui se classe quatrième. Aux Jeux de Barcelone en 1992, Fantato concourt uniquement à l'épreuve en individuelle, et y remporte la médaille d'or, battant d'un point la Finlandaise Elli Korva en finale, et établissant au premier tour un nouveau record du monde en 1 285 points. 
Aux Jeux paralympiques de 1996 à Atlanta, Fantato remporte l'or avec ses compatriotes en équipe, et le bronze en individuelle. Bien que son score de 547 points au premier tour en individuelle soit le meilleur résultat de la compétition, et établisse un record du monde, elle est battue en demi-finale par sa compatriote Sandra Truccolo, et ne peut donc disputer que la « petite finale » pour la médaille de bronze. Cette même année, elle est qualifiée pour prendre part aux Jeux olympiques, qui précèdent les Paralympiques à Atlanta. Elle n'est pas la première athlète paralympiques à prendre part aux J.O. ; l'archère néo-zélandaise paraplégique Neroli Fairhall l'a précédée en 1984. Néanmoins, elle est la première à prendre part aux J.O. et aux J.P. la même année,. Aux Jeux olympiques, elle se classe neuvième à l'épreuve par équipe, et cinquante-quatrième en individuelle.
Aux Jeux paralympiques de 2000 à Sydney, elle remporte deux médailles d'or, en équipe et en individuelle, où elle bat la Britannique Kathleen Smith en finale, ayant établi à nouveau un record du monde (593 points) lors du premier tour. Aux Jeux d'Athènes en 2004, pour sa dernière compétition, elle décroche l'argent en équipe, et une ultime médaille d'or en individuelle, défendant son titre paralympique avec une victoire face à la Japonaise Naomi Isozaki en finale.

## Hommage
Le 7 mai 2015, en présence du président du Comité national olympique italien (CONI), Giovanni Malagò, a été inauguré  le Walk of Fame du sport italien dans le parc olympique du Foro Italico de Rome, le long de Viale delle Olimpiadi. 100 tuiles rapportent chronologiquement les noms des athlètes les plus représentatifs de l'histoire du sport italien. Sur chaque tuile figure le nom du sportif, le sport dans lequel il s'est distingué et le symbole du CONI. L'une de ces tuiles lui est dédiée.

## Palmarès

### Jeux paralympiques
- Jeux paralympiques de 2004 à Athènes (Grèce) : 
  -  Médaille d'or en individuel W1/W2
  -  Médaille d'or sur l'épreuve par équipes libre
- Jeux paralympiques de 2000 à Sydney (Australie) : 
  -  Médaille d'or en individuel W1/W2
  -  Médaille d'or sur l'épreuve par équipes libre
- Jeux paralympiques de 1996 à Atlanta (États-Unis) :
  -  Médaille d'or sur l'épreuve par équipes libre
  -  Médaille d'or en individuel W2
- Jeux paralympiques de 1992 à Barcelone (Espagne) :
  -  Médaille d'or en individuel AR2
- Jeux paralympiques de 1988 à Séoul (Corée du Sud) :
  -  Médaille d'or en individuel
  - 5e sur l'épreuve par équipes

### Jeux olympiques d'été
- Jeux olympiques de 1996 à Atlanta (États-Unis) :
  - 9e sur l'épreuve par équipes
  - 54e en individuel